# Bolesław Jawornicki
Seweryn Bolesław Jawornicki (ur. 8 stycznia 1872 w Zagorzycach, zm. 1 stycznia 1950 w Krakowie) − polski farmaceuta i przedsiębiorca, założyciel i długoletni dyrektor przedsiębiorstwa „Pharma” w Krakowie, zajmującej się produkcją i handlem hurtowym materiałami farmaceutycznymi i chemicznymi.

## Życiorys
Bolesław Jawornicki pochodził ze zubożałej rodziny szlacheckiej herbu Gozdawa, był synem Romana i Heleny z Toczyńskich. Po ukończeniu gimnazjum w Krakowie rozpoczął studia na Uniwersytecie Jagiellońskim i praktykę w zawodzie farmaceuty, w aptece „Pod Złotym Tygrysem” przy ul. Szczepańskiej 1, należącej do magistra Fortunata Gralewskiego. W lipcu 1892 roku uzyskał tytuł magistra farmacji. Działał w Galicyjskim Towarzystwie Farmaceutycznym „Unitas”, publikował w czasopismach krakowskiego środowiska aptekarskiego: „Kronice Farmaceutycznej” (którą redagował w latach 1898−1904) i „Czasopiśmie Towarzystwa Aptekarskiego”. 
Od 1898 roku występował w sprawie reformy zawodu aptekarza. W 1902 roku, po serii artykułów w „Kronice Farmaceutycznej”, w których przedstawił założenia reformy zawodu i systemu koncesjonowania aptek w Galicji oraz postulował powstanie samorządu zawodowego farmaceutów, ogłosił wezwanie do strajku farmaceutów. W jego wyniku podpisana została ugoda pomiędzy komitetem strajkujących a pełnomocnikiem władz, na mocy której w cztery lata później opracowana została „Ustawa z dn. 18 XII 1906 dotycząca unormowania ustroju aptekarskiego”, normująca warunki pracy i płacy w aptekach galicyjskich oraz zapewniająca możliwość otwierania nowych aptek przez farmaceutów, łamiąc w ten sposób monopol dotychczasowych właścicieli. Był jednym z głównych negocjatorów ze strony strajkujących i współautorem ustawy.
W 1908 roku założył własne przedsiębiorstwo „Pharma, spółka z ograniczoną poręką”, która w 1915, po dokooptowaniu wspólników: Józefa Hanke, Gustawa Reima i Karola Bergera, przekształcona została w spółkę z ograniczoną odpowiedzialnością. Firma zajmowała się produkcją i handlem hurtowym materiałami chemicznymi i aptekarskimi. 29 maja 1920 została przekształcona w Polską Spółkę Akcyjną „Pharma”, z kapitałem zakładowym 7 milionów marek (kilkakrotnie podnoszonym w okresie hiperinflacji). W 1909 roku objął w zarząd aptekę „Zdrojową” w Rabce.
W 1923 roku spółka pozyskała siedzibę w nowo wybudowanym budynku przy ulicy Długiej 46/48. Otrzymał tam bezpłatne mieszkanie służbowe, z prawem zamieszkiwania nawet po ustąpieniu z funkcji dyrektora przedsiębiorstwa. Firma funkcjonowała na rynku przez cały okres międzywojenny oraz przez pierwsze lata okupacji hitlerowskiej, cały czas kierowana przez Bolesława Jawornickiego. Produkowała między innymi lek przeciwbólowy Antiphlogistine na licencji amerykańskiej firmy Denver Chemical Co. Dopiero w drugiej połowie 1942 roku została przejęta przez dwa niemieckie przedsiębiorstwa: F. Reichelt A.G. z Wrocławia i Gehe A.G. z Drezna.
Na początku 1945 roku, wkrótce po wkroczeniu do Krakowa wojsk radzieckich, przedstawiciele rządu lubelskiego zwołali zebranie Izby Aptekarskiej, na którym między innymi przedstawili pogląd, że „Pharma”, jako firma niemiecka, ma zostać upaństwowiona. Dawny zarząd spółki skierował sprawę do sądu grodzkiego w Krakowie, który orzekł, że Polska Spółka Akcyjna „Pharma” jest uprawniona do przejęcia opuszczonego przez niemieckich następców prawnych mienia i posiada do niego prawo własności. Dzięki temu przedsiębiorstwo funkcjonowało jeszcze jako prywatne do 1950 roku, a Bolesław Jawornicki powrócił na stanowisko dyrektora firmy.
Bolesław Jawornicki zmarł 1 stycznia 1950 roku i został pochowany na cmentarzu Rakowickim. Założona przez niego firma została przekształcona w laboratorium galenowe Krakowskiego Zarządu Aptek, później Centrali Farmaceutycznej CEFARM. Na bazie tego majątku powstała w 1990 roku firma Farmina Sp. z o.o.